# Cremps
Cremps is een gemeente in het Franse departement Lot (regio Occitanie) en telt 270 inwoners (1999). De plaats maakt deel uit van het arrondissement Cahors.

## Geografie
De oppervlakte van Cremps bedraagt 19,1 km², de bevolkingsdichtheid is 14,1 inwoners per km².

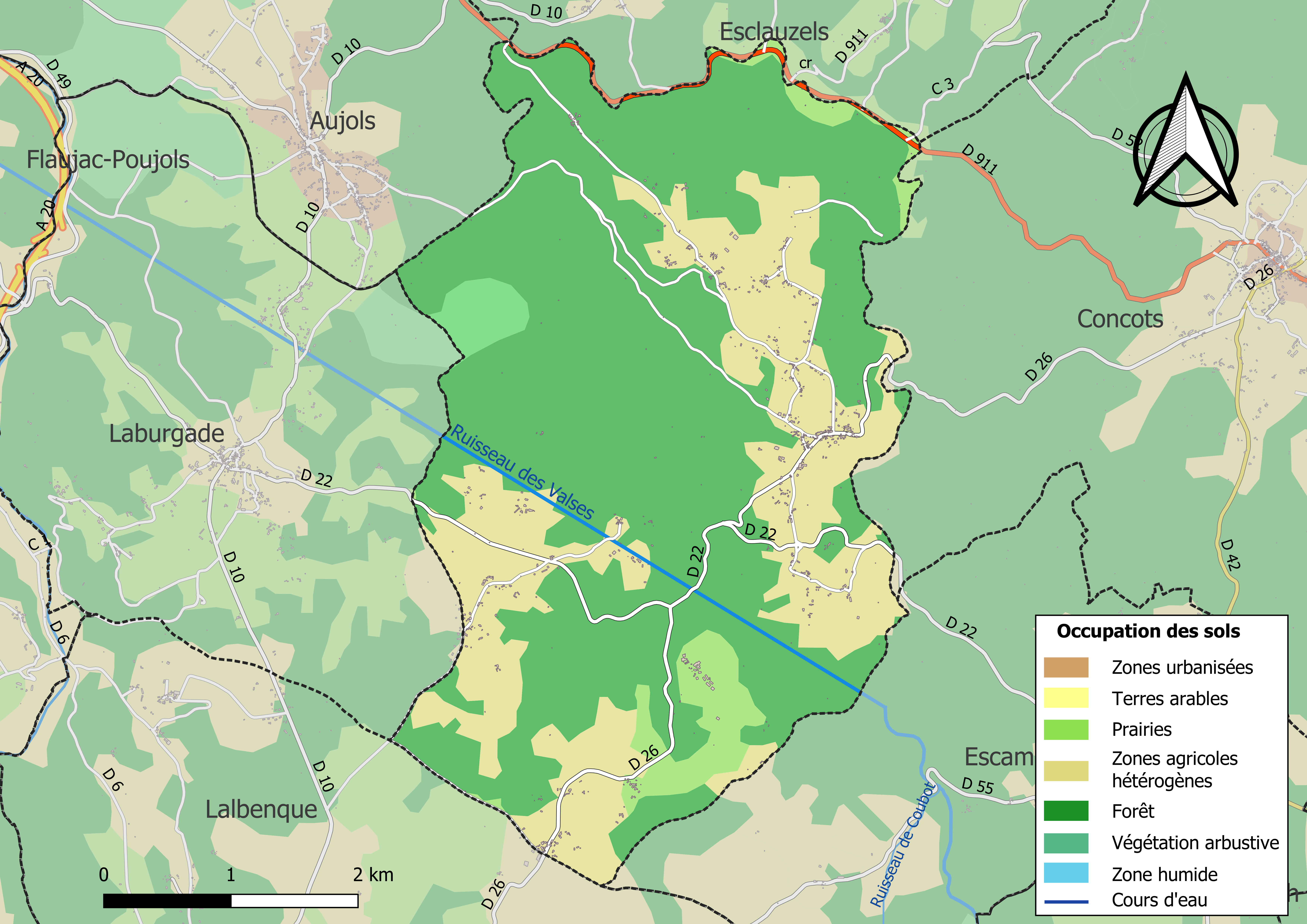
Kaart van de gemeente met de belangrijkste infrastructuur, bodemgebruik en omliggende gemeenten

## Demografie
Onderstaande figuur toont het verloop van het inwonertal (bron: INSEE-tellingen).